# Meta (Merkado)
Meta, est une œuvre d'art monumentale de Nissim Merkado située à Montigny-le-Bretonneux, Yvelines, France.

## Description
Meta est érigée rue des Coquelicots, à Montigny-le-Bretonneux. Elle est constituée d'un disque de béton de 25 m de diamètre et 30 cm d'épaisseur, incliné et posé sur douze colonnes, habillé de granite noir, symbolisant la chute d'une météorite donnant naissance à la Bièvre.

## Historique
La ville nouvelle de Saint-Quentin-en-Yvelines est aménagée à partir des années 1970. Cet aménagement donne lieu à de nombreuses commandes d'art public. En particulier, des commandes sont passées à trois sculpteurs contemporains pour créer des œuvres monumentales sur le thème de l'eau, en référence au château de Versailles, proche du site : Piotr Kowalski, Nissim Merkado et Marta Pan.
Si Piotr Kowalski érige une arche monumentale, La Porte de Paris, à l'entrée de la ville et La Perspective de Marta Pan marque le débouché du canal traversant la ville nouvelle, Nissim Merkado, quant à lui, choisit un endroit un peu en marge des grands axes pour l'implémentation de Meta.
En septembre 2019, les trois œuvres reçoivent conjointement le label « Patrimoine d'intérêt régional ».